# Franz Wimmer-Lamquet
Franz Wimmer-Lamquet (* 28. April 1919 in Wien; † 2010) war ein österreichischer SS- und Abwehroffizier.

## Leben
Im Alter von 15 Jahren erhielt Wimmer-Lamquet Unterricht in Englisch und Afrikanischen Sprachen. Reinhard Heydrich hatte ihn für den späteren Einsatz in Ostafrika ausgewählt. Im Mai 1936 reiste er nach Tanganjika, um eine Kaffeepflanzung zu übernehmen. Nach dem Überfall auf Polen wurde er erst in Tanga, dann in Daressalam interniert. 1940 nach Europa rückgeführt, wurde er im März 1940 von Heydrich für den Einsatz im Vorderen Orient vorgesehen und auf den Einsatz bei den Brandenburgern vorbereitet. Zum Sonderauftrag gehörten das Erlernen der Arabischen Sprache und die Ehe mit der Tochter des „Blauen Sultans“ von Mauretanien. Im Mai 1941 kam er zum Sonderstab F im Irak und nach Syrien. Danach hatte er eine Sonderkampfeinheit für den Einsatz in der Sahara aufzustellen. Man stimmte seinem Vorschlag zu, eine Agentenschule zu gründen. Das von ihm geleitete Sonderkommando Wimmer bestand aus Fremdenlegionären und Einheimischen. Eingesetzt wurde es für Terrorakte in Nordafrika.  Er galt als „deutscher Lawrence von Arabien“.  Es war nicht dem Deutschen Afrikakorps zugeordnet, sondern unterstand nach Heydrichs Tod direkt Adolf Hitler. Im Frühjahr 1943 wurde Wimmer-Lamquet zum SS-Standartenführer befördert.
Im März 1945 nach Berlin zurückgekehrt, wurde er am 31. Mai 1945 in Potsdam vom NKWD verhaftet und dem SMERSch übergeben. Die Sonderberatung des Ministeriums für Staatssicherheit der UdSSR verurteilte ihn am 30. November 1946 nach Artikel 58 des Strafgesetzbuches der RSFSR zu 15 Jahren Zwangsarbeit. In der Lubjanka wurde er unter Folter verhört. Durch die Misshandlungen gelähmt, wurde er auf die Krankenstation der Butyrka verlegt. Anschließend war er bis zur Repatriierung im Oktober 1955 Patient im Lagerspital des Arbeitslagers Workuta. Am 3. Juli 2001 wurde er von der Militärhauptstaatsanwaltschaft  der Russischen Föderation in Moskau rehabilitiert.
Nach seiner Entlassung arbeitete Wimmer-Lamquet für den französischen Geheimdienst und war u. a. im Frühjahr 1959 unter dem Pseudonym Monsieur  Le Roy in Tunis tätig.
Verheiratet war Wimmer-Lamquet mit Annelise, geborene Fleck (* 1923), die unter ihrem Mädchennamen Essays, Gedichte und Aphorismen veröffentlichte. Ihre wichtigste Publikation war das 1994 erschienene Werk Workuta überlebt! Als Frau in Stalins Straflager. Ihr Pseudonym war „Nodsi“'.
Für die sechsteilige ZDF Dokureihe Die SS gab Wimmer-Lamquet, der ein Vertrauter von Reinhard Heydrich gewesen war, im Jahr 2002 ein ausführliches Interview über diesen.

## Werke
- Balkenkreuz und Halbmond. Als Abwehroffizier in Afrika und im Vorderen Orient. Graz 2006, ISBN 978-3-902475-18-3.